# Ильинская церковь (Перегоновка)
Ильи́нская церковь (укр. Іллі́нська церква) — деревянная церковь находится в селе Перегоновка Кобеляцкого района Полтавской области.

## История
В конце XIX века церковь начали строить российские солдаты, которые жили в селе на поселении. 
Деньги на землю под строительство выделили богатые граждане Анистрат и Федосий Каблучки. Оба основателя похоронены возле храма, могилы находятся со стороны нового помещения школы.
Осенью 1934 года церковь была закрыта. Были сняты и уничтожены церковные колокола. Разрушение проходило по инициативе местных комсомольцев, которые в церкви организовали клуб, а позже — колхозную кладовую.
Во время немецкой оккупации 1942 года церковная община возобновила деятельность. Отступая, немцы хотели сжечь храм, для чего нанесли в здание солому, однако жители вынесли её за село, благодаря чему сохранив церковь.
В 1945 году здание отремонтировали. Во второй половине 1940-х годов религиозная община Ильинской церкви была зарегистрирована органами советской власти, а в 1959 году снята с государственной регистрации, после чего помещение храма до 1979 года использовалось в качестве кладовой местного колхоза имени Чкалова.

## Описание
Деревянная (построена без единого гвоздя), на каменном цоколе, с пристроенной колокольней. Здание имело форму креста, но внешний вид сейчас несколько изменён. Купола были очень высокие, намного выше, чем нынешние. Колокольня находилась позади, где сейчас крест. Всего было 7 колоколов, все вылитые из меди. Центральный весил 63 пуда 17 фунтов (ок. 1050 кг), внутри была вылита надпись «Джевела Пантелеймон».

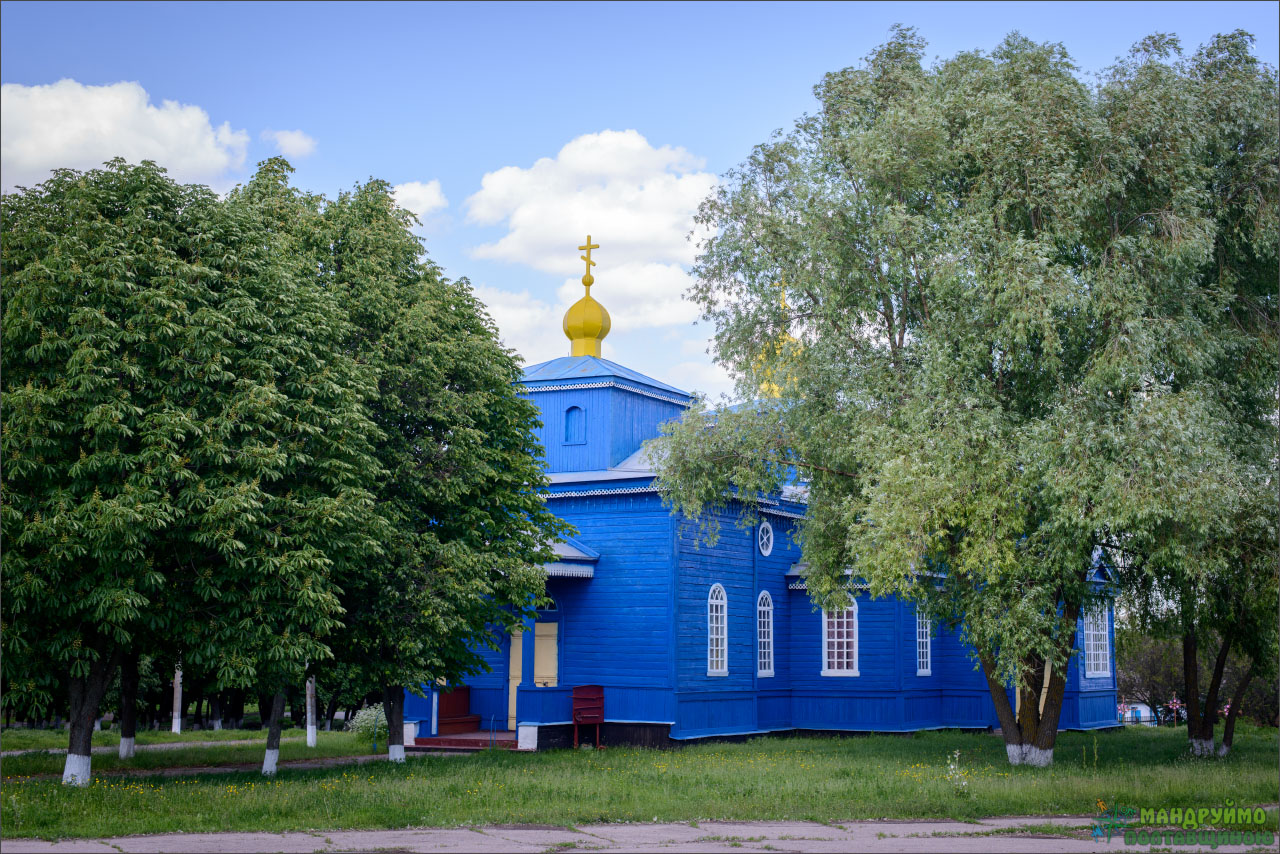
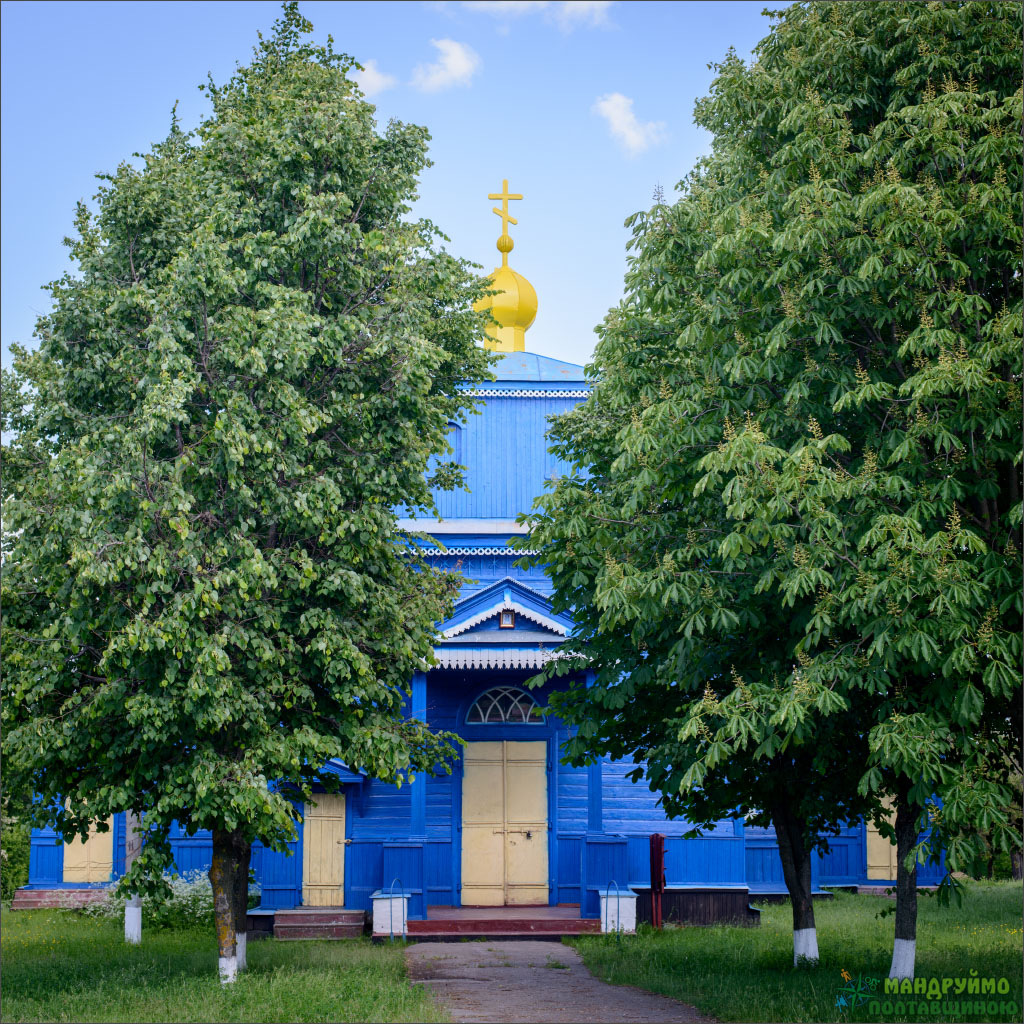
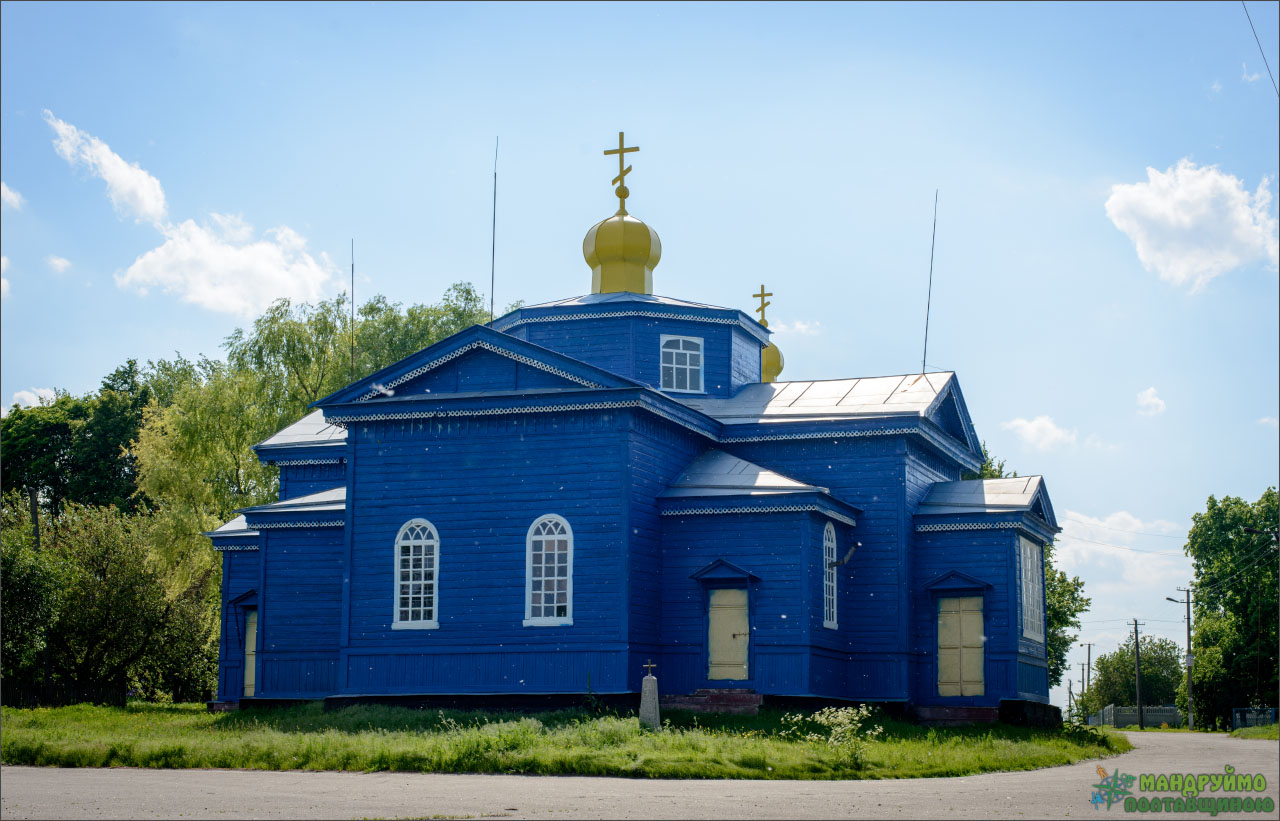
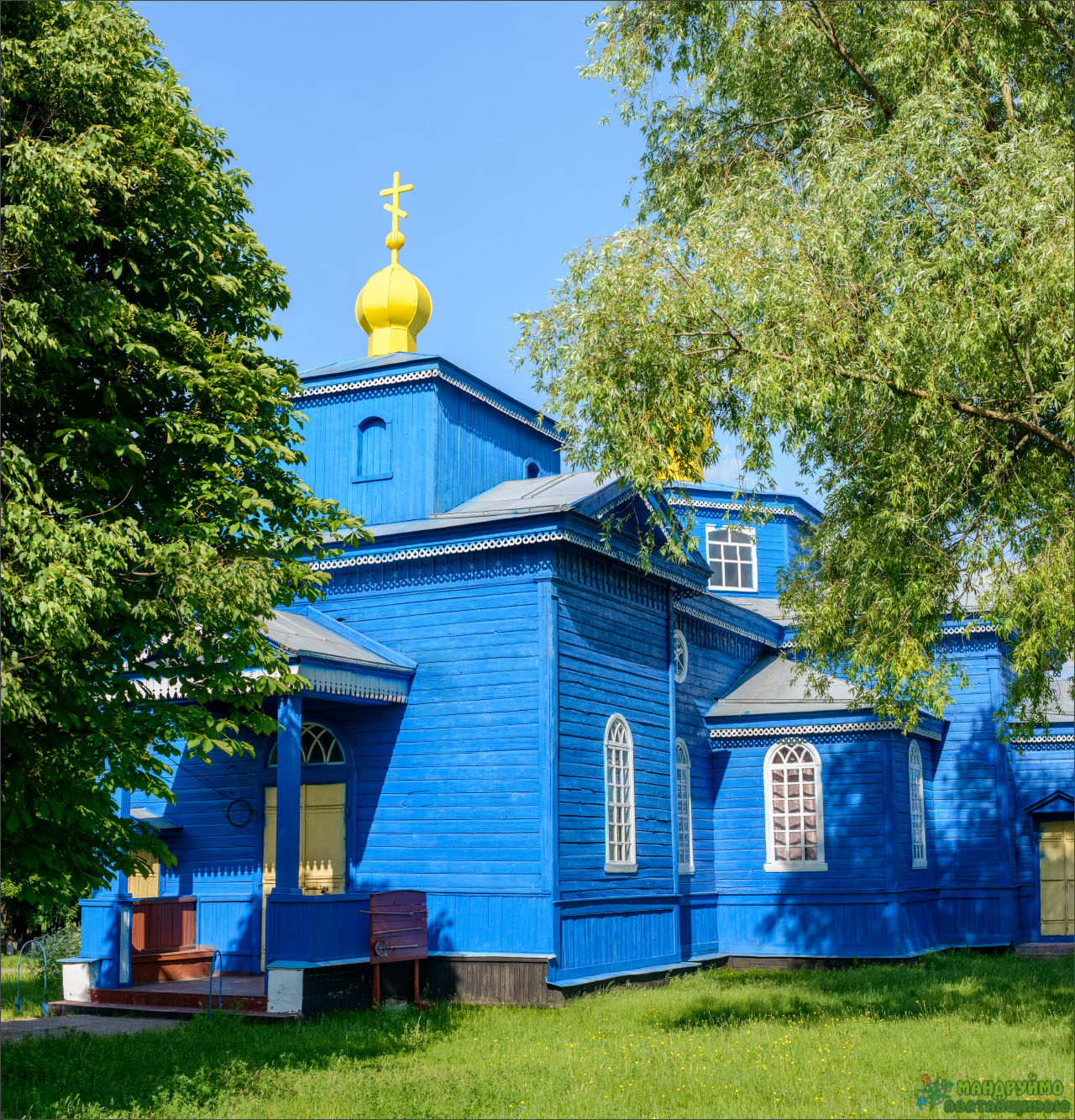
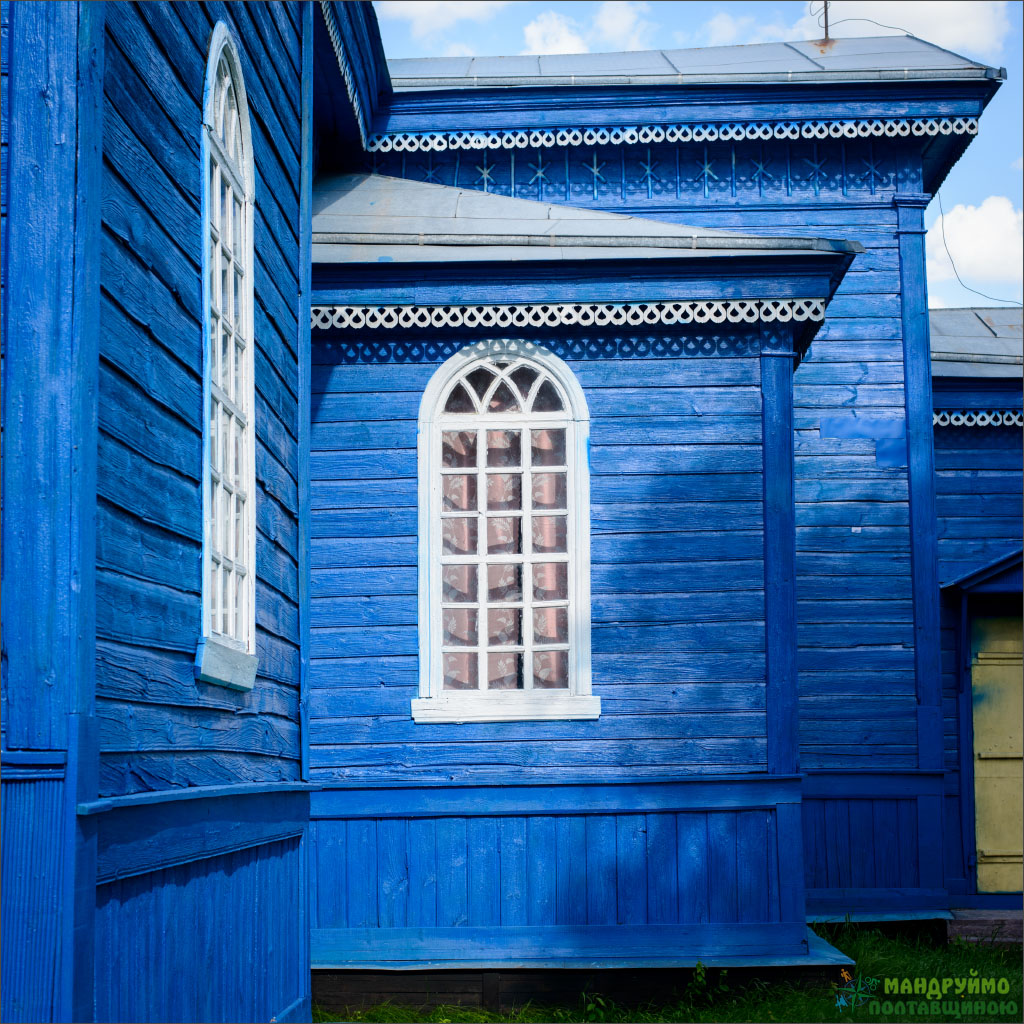
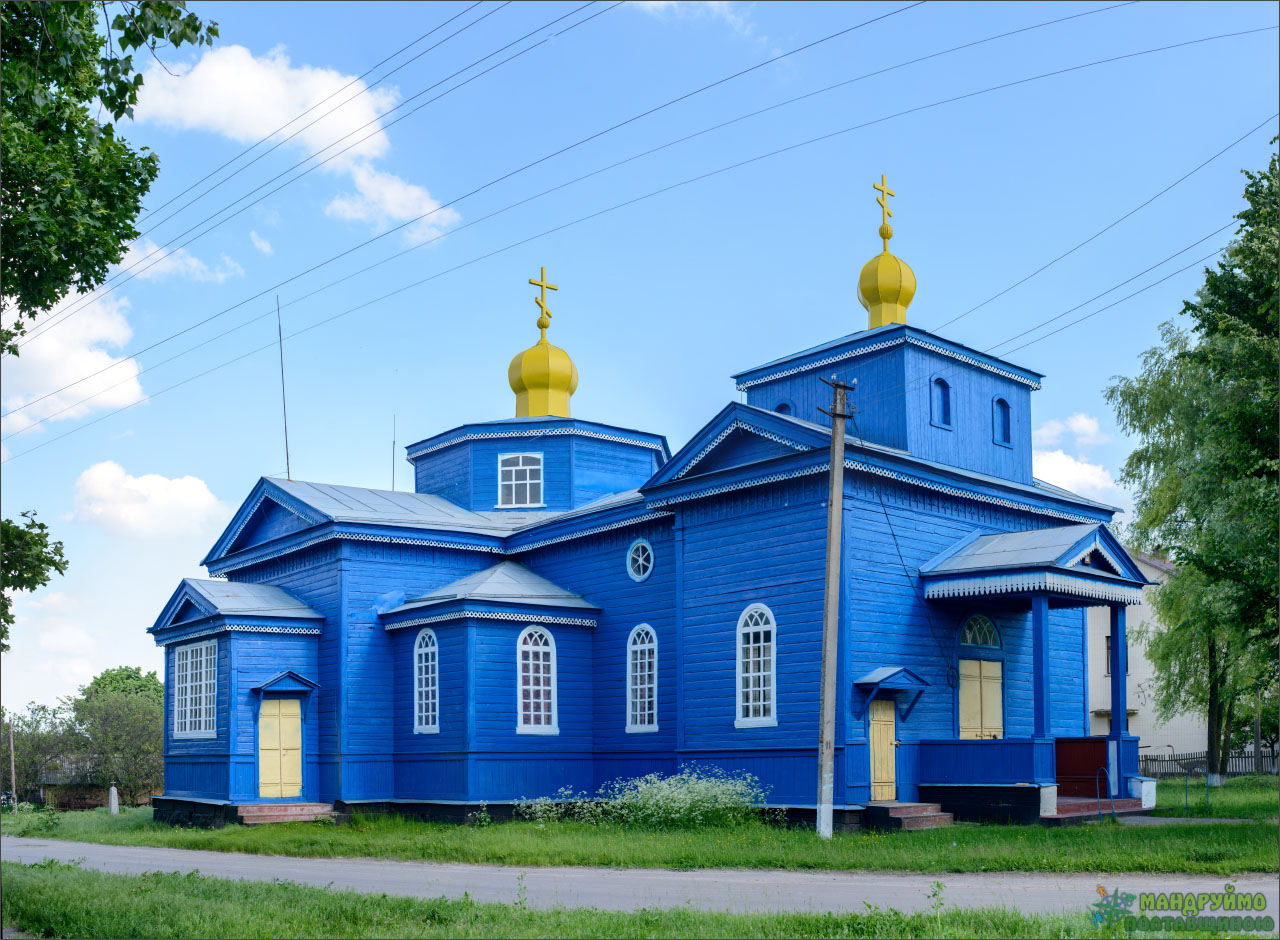

## Современность
В 1990 году силами односельчан и жителей окрестных деревень храм был отремонтирован. Средства на ремонт выделил колхоз «Советская Армия».
В новейшее время церковная община зарегистрирована 30.06.1992 № 106. Богослужения проводятся в культовом сооружении.